# Jacob Johnson
Axel Jacob Vigen Johnson, född 27 augusti 1948 i Stockholm, är en svensk politiker (vänsterpartist) och ämbetsman. Han var ordinarie riksdagsledamot 2006–2014, invald för Uppsala läns valkrets.

## Biografi
Johnson studerade först samhällsvetenskap, men övergick därefter till geologiska studier, inom vilket ämne han avlade filosofie kandidatexamen med inriktning mot kvartär- och hydrogeologi. Efter en tid vid Norges geologiske undersøkelse (NGU) anställdes han vid Sveriges geologiska undersökning (SGU), för vilket han var tillförordnad generaldirektör 1999.
I slutet av 1970-talet blev han medlem i Vänsterpartiet och har inom kommunalpolitiken varit representant för partiet i Uppsala kommunstyrelse.

### Riksdagsledamot
Johnson var riksdagsledamot 2006–2014. I riksdagen var han ledamot i EU-nämnden 2006–2010, skatteutskottet 2010–2014 och Riksrevisionens parlamentariska råd 2011–2014. Han var även suppleant i EU-nämnden, finansutskottet, miljö- och jordbruksutskottet och skatteutskottet.
Johnson avsade sig uppdraget som riksdagsledamot i juni 2014 och till ny ordinarie ledamot från och med 1 juli 2014 utsågs Emma Wallrup.

## Skrifter
- Värmeöverförande egenskaper i svensk berggrund, tillsammans med Jan Sundberg och Bo Thunholm, Statens råd för byggnadsforskning (1985)
- Groundwater Monitoring in Small Catchment Areas: Proposals and Guidelines: Preliminary Report Prepared for the Nordic Council of Ministers and WIM 2, Geological Survey of Sweden (1988)